# International Standard Audiovisual Number
International Standard Audiovisual Number (ISAN) é um identificador exclusivo para obras audiovisuais e versões relacionados, semelhante ao ISBN para livros. Ele foi desenvolvido dentro de uma ISO (Organização Internacional para a Normalização) grupo de trabalho TC46/SC9. ISAN é gerida e administrada por ISAN-IA.
O padrão ISAN (padrão ISO 15706:2002 e ISO 15706-2) é recomendada ou exigida como o identificador audiovisual de escolha para os produtores, estúdios, emissoras de TV, de Internet, provedores de média e editores de jogos de vídeo que precisam codificar, controlar e distribuir o vídeo em uma variedade de formatos. Ele fornece um número de referência exclusiva para cada obra audiovisual, reconhecida internacionalmente e permanente que tem relacionados versões registadas no sistema ISAN.
O ISAN identifica obras ao longo de todo seu ciclo de vida, desde a conceção, produção, distribuição e consumo. A sua força reside na sua universalidade de benefícios e a estabilidade a longo prazo.
Os código ISAN podem ser incorporados em ambos os médias físicos e digitais, tais como a versão teatral de impressões, DVDs, publicações, publicidade, marketing e materiais de embalagem, bem como contratos de licenciamento para identificar exclusivamente obras.
O identificador ISAN é incorporado em muitos projetos e padrões finais, tais como AACS, DCI, MPEG, DVB e ATSC. O identificador pode ser fornecido sob descritor 13 (0x0D) para Direitos de autor sistema de identificação e de referência dentro de um programa ITU-T Rec. H. 222 ou ISO/IEC 13818.

## Formato de número

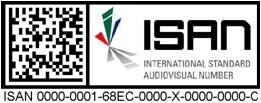
Exemplo ISAN com código de barras bidimensional

O ISAN é um bloco de 12 bites composto por três segmentos: um root ou raiz de 6 bites, um episódio de 2 bites ou em parte, e um de versão de 4 bites.
| Comprimento | Nome         | Tipo   | Padrão |
| ----------- | ------------ | ------ | ------ |
| 48 bits     | isan_root    | uimsbf | vária  |
| 16 bits     | root_part    | uimsbf | 0      |
| 32 bits     | part_version | uimsbf | 1      |

uimsbf: unsigned integer, o bit mais significativo primeiro
Uma raiz é atribuída a um núcleo de trabalho pelo ISAN-IA.
Se uma raiz tem subsequentes peças de filmes (por exemplo, sequelas) ou episódios de televisão, em seguida, a parte inicial root é incrementada e começa em um ponto definido pela produção de estúdio. (i.e. refere-se ao número de produção)
Se a parte inicial root_part tem sido modificado de alguma forma—por exemplo, dobragem, quadro de conversões 24/30/25 e legendagem de trabalho em outras línguas podem ter diferentes versões. Usos comuns são quando os quadro de versão  nativos Norte-Americanos 30/1001 é definido para um, de 25 de conversão de quadros compatível com mercados para PAL é definido para dois.
Quando o 12 bites ISAN é representado em hexadecimal a forma dele tem 24 dígitos, por exemplo: 000000018947000000000000. No entanto, uma impressão ISAN projetada para leitura humana começa sempre com o rótulo ISAN, aparece com hífenes para separar o número em grupos mais simples de dígitos, e adiciona dois caracteres de verificação (alfanuméricos) para ajudar a identificar erros de transcrição. O número resultante é apresentado como: ISAN 0000-0001-8947-0000-8-0000-0000-D
O ISAN-IA também desenvolveu uma prática recomendada para a codificação da ISAN em um código de barras bidimensional de 96 pixels quadrados.
Um ISAN é um registo central que é permanentemente atribuído com número de referência. A obra ou conteúdo, as referências são identificados pelos metadados definidos e registados com a ISAN-IA. As Agências de registo nomeadas e a ISAN-IA trabalham juntos para evitar a duplicação das atribuições dos código ISAN com o mesmo conjunto de metadados. Os metadados ISAN em conjunto incluem o título (original e alternativa), o elenco (diretor, atores, produtor, roteirista, etc...), tipo de obras (filmes, documentários, séries de TV ou de entretenimento, programa, eventos desportivos, jogos de vídeo, etc...), duração, ano de produção e dezenas de outros campos relacionados com o trabalho. Este metadados aplicam-se a todo o tipo de obras audio-visuais, incluindo as suas versões de trailers, trechos, vídeos e transmissões.

## ISAN-IA
A ISAN-IA (ISAN Agência Internacional) é uma associação sem fins lucrativos baseada em Genebra, e foi fundada em 2003, pelas organizações AGICOA, CISAC, e FIAPF para por em prática o padrão ISAN.
O ISAN-IA é encarregado de:
- manter o repositório central ISAN
- implementar, executar e gerir o sistema ISAN
- credenciar e nomear as agências de registo ISAN em todo o mundo
- promover, com a ajuda das agências de registo, o padrão ISAN para a indústria audiovisual.